# Temporada 1890 de la Liga Nacional
La Temporada 1890 de la Liga Nacional fue la decimoquinta temporada de la Liga Nacional.
Los Brooklyn Bridegrooms lograron su primer campeonato en la liga.

## Estadísticas
|                       | \| Liga Nacional[2] \| \| \| \| \| \| Club \| G \| P \| PG % \| GB \| \| Brooklyn Bridegrooms \| 86 \| 43 \| .667 \| - \| \| Chicago Colts \| 83 \| 53 \| .610 \| 6.5 \| \| Philadelphia Phillies \| 78 \| 53 \| .595 \| 9.0 \| \| Cincinnati Reds \| 77 \| 55 \| .584 \| 10.5 \| \| Boston Beaneaters \| 76 \| 57 \| .571 \| 12.0 \| \| New York Giants \| 63 \| 68 \| .481 \| 24.0 \| \| Cleveland Spiders \| 44 \| 88 \| .333 \| 43.5 \| \| Pittsburgh Alleghenys \| 23 \| 113 \| .169 \| 66.5 \| |     |      |      |
| Liga Nacional         | |     |      |      |
| Club                  | G | P   | PG % | GB   |
| Brooklyn Bridegrooms  | 86 | 43  | .667 | -    |
| Chicago Colts         | 83 | 53  | .610 | 6.5  |
| Philadelphia Phillies | 78 | 53  | .595 | 9.0  |
| Cincinnati Reds       | 77 | 55  | .584 | 10.5 |
| Boston Beaneaters     | 76 | 57  | .571 | 12.0 |
| New York Giants       | 63 | 68  | .481 | 24.0 |
| Cleveland Spiders     | 44 | 88  | .333 | 43.5 |
| Pittsburgh Alleghenys | 23 | 113 | .169 | 66.5 |

|  | Campeón. |